# Yared
San Yared (Ge'ez: ቅዱስ ያሬድ, versión de Jared) (25 de abril de 505 - 20 de mayo de 571) fue un músico etíope semilegendario, al que se le atribuye la invención de la tradición de la música sacra de la iglesia ortodoxa etíope, y el sistema de notación musical etíope. Es responsable de la creación del Zema o tradición de canto de Etiopía, en particular los cantos de la Iglesia ortodoxa etíope, que aún son interpretados hoy en día. Es reconocido como santo en la Iglesia ortodoxa etíope, que celebra su fiesta el 11 de genbot (19 de mayo). . Referencias posteriores vinculan al personaje con Baco, divinidad asociada a la danza y la lujuria, lo que explica que actualmente sea considerado patrón de las artes escénicas en algunos países.    